# 배일집
배일집(裵一集, 1947년 1월 14일 ~ )은 대한민국의 남성 코미디언이다. 본명은 배윤식이며, 서울특별시에서 태어났다.(경북예천 상리면에서 태어났다고 예천군민체전에 초대되어 단상에서 말했음)

## 생애
1965년 연극배우로 시작해 1971년 TBC 동양방송 특채로 TV 프로그램 쇼쇼쇼에 출연, 희극배우로 데뷔하였고 이어 같은 해 1971년 MBC 문화방송 공채 1기 코미디언으로 정식 데뷔하였다.
배연정과는 부부 기믹으로 활동했다.

## 학력
- 1965년 성동고등학교 졸업
- 1986년 동국대학교 연극영화학과 학사 졸업

## 출연작

### 연극
- 《대원군》 ... 정만인 역(단역)

### 영화
- 《팔도주방장》
- 《마음 약해서》
- 《형님먼저 아우먼저》
- 《7인의 말괄량이》
- 《여자는 괴로워》
- 《난 모르겠네》
- 《이장과 군수》
- 《싱글네 벙글네》

### 텔레비전 프로그램
- MBC 《웃으면 복이와요》
- MBC 《일요일 밤의 대행진》
- MBC 《오늘은 좋은날》
- MBC 신파극 《모정의 세월》
- 채널A 《웰컴 투 돈월드》
- KBS2 《위기탈출 넘버원》
- KBS 《가족오락관》 게스트
- 채널A 《행복한 아침》 게스트
- KBS2 《TV는 사랑을 싣고》 게스트

### 라디오 프로그램
- 2015년 EBS 《EBS 책 읽는 라디오 낭독 시리즈》

### CF
- 1982년 ~ 1987년 바이엘코리아 카네스텐
- 1984년 현대약품 물파스 에이
- 1985년 동화약품 알파 활명수
- 1986년 도투락 도투락 만두
- 1987년 일양약품 디세텔 (Feat. 배연정)
- 1991년 롯데제과 롯데 수박맛바

## 수상
- 1979 TBC 희극연기대상
- 1984 MBC 희극인 최우수상
- 2010 제17회 대한민국 연예예술상 특별공로상
- 2010 대한민국 대중문화예술상 문화부장관 표창

## 경력
- MBC 코미디언실 실장